# شعار السلفادور
تم استخدام شعار السلفادور بشكله الحالي منذ 15 سبتمبر 1912.